# Skigebiet Koziniec

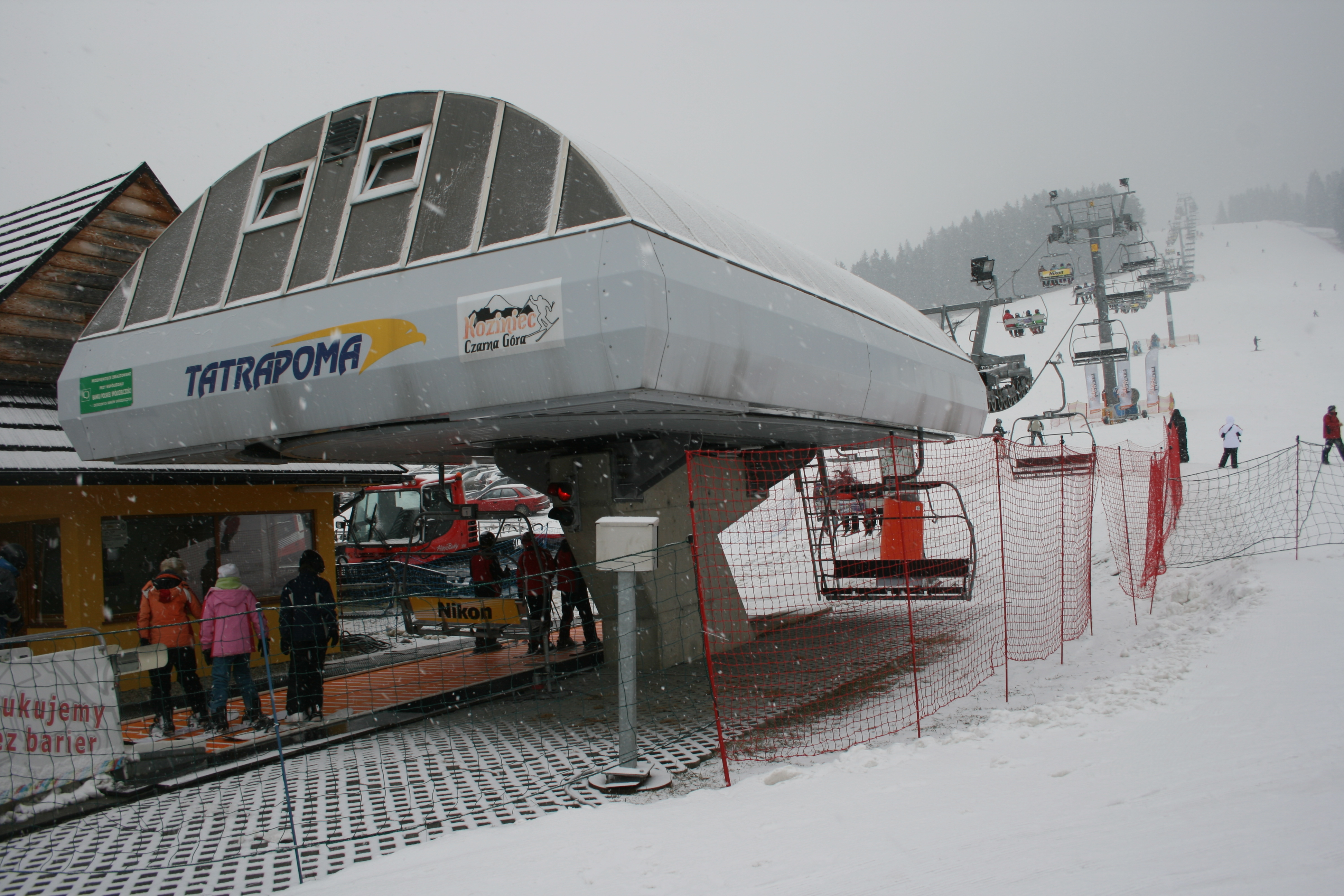
Untere Station

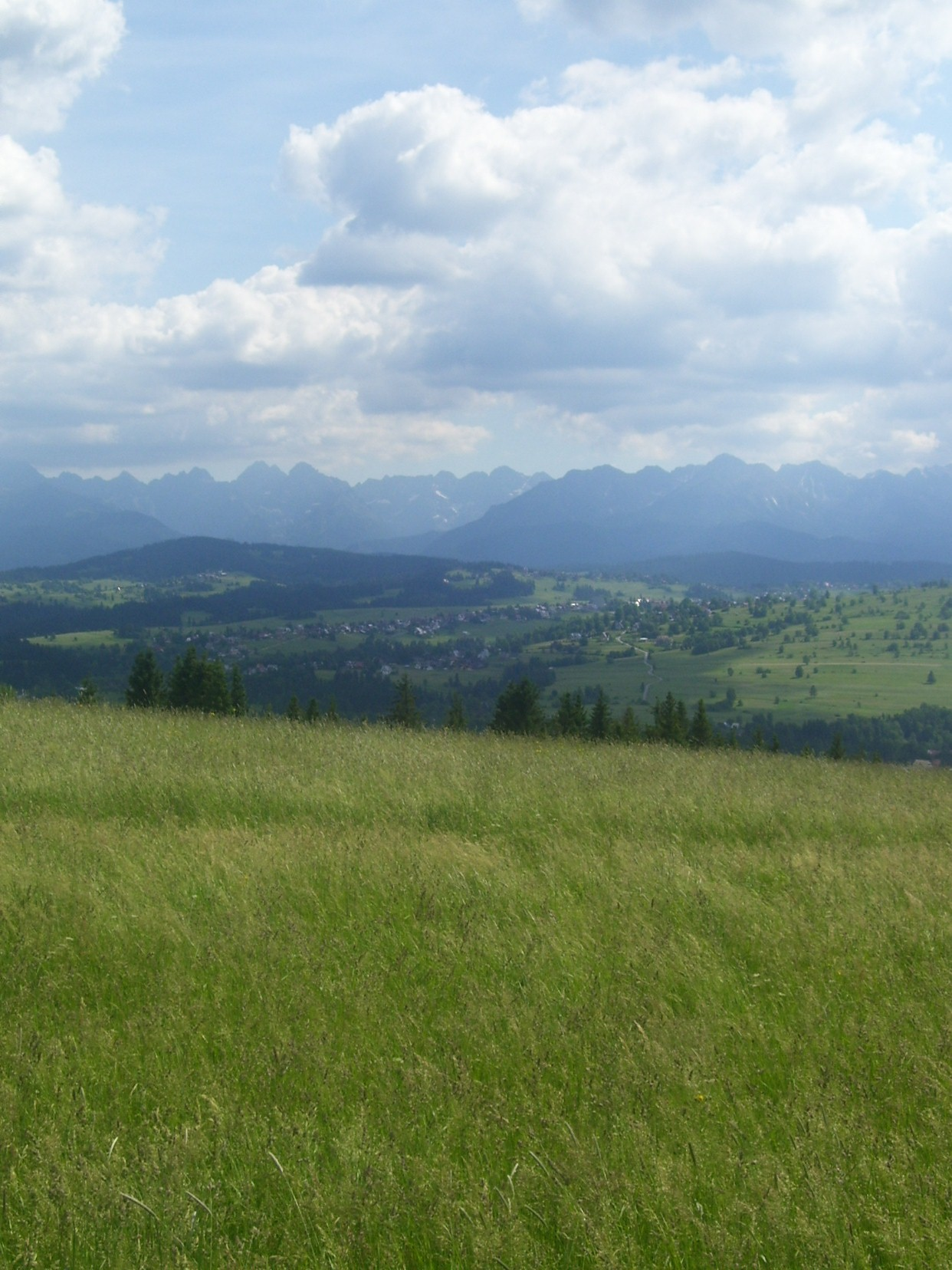
Pogórze Spiskie in Czarna Góra mit der Tatra im Hintergrund

Das Skigebiet Koziniec liegt auf dem Gipfel und den Südwesthängen der Wierchowina in dem polnischen Gebirgszug Pogórze Spiskie in Czarna Góra auf dem Gemeindegebiet von Bukowina Tatrzańska im Powiat Tatrzański in der Woiwodschaft Kleinpolen. Es befindet sich außerhalb des Tatra-Nationalparks am Fuße der Hohen Tatra. Das Skigebiet wird von dem Unternehmen Czarna Góra - Koziniec Sp. z o.o. betrieben. Es liegt in der Polnischen Zips. Das Skigebiet ist Mitglied in dem Verband TatrySki, der einen gemeinsamen Skipass herausgibt.

## Lage
Das Skigebiet befindet sich auf einer Höhe von 833 m ü.N.N. bis 963 m ü.N.N. Der Höhenunterschied der Pisten beträgt ca. 130 m. Es gibt zwei blaue und eine grüne Piste. Die Gesamtlänge der Pisten umfasst ca. 2,2 km, wobei die längste Piste ca. 1 km lang ist.

## Geschichte
Das Skigebiet wurde 2010 angelegt.

## Beschreibung

### Skilifte
Im Skigebiet gibt es einen Sessellift und einen Tellerlift. Insgesamt können bis zu 3080 Personen pro Stunde befördert werden.

#### Skilifte Koziniec
Der Skilift führt von Czarna Góra bis knapp unter den Gipfel der Wierchowina. Zudem gibt es einen Tellerlift, und drei weitere Tellerlifte, jeweils ca. 450 m lang, werden gebaut.
| Name | Art        | Hersteller     | Breite Personen | Länge (m) | Zeit (min) | Höhenunterschied (m) | Personen pro Stunde | Obere Station | Obere Station | Untere Station | Untere Station | Vmax (m/s) |
| Name | Art        | Hersteller     | Breite Personen | Länge (m) | Zeit (min) | Höhenunterschied (m) | Personen pro Stunde | Ort           | Höhe (m üNN)  | Ort            | Höhe (m üNN)   | Vmax (m/s) |
| ---- | ---------- | -------------- | --------------- | --------- | ---------- | -------------------- | ------------------- | ------------- | ------------- | -------------- | -------------- | ---------- |
| A    | Sessellift | TATRAPOMA a.s. | 4               | 650       | 6          | 130                  | 2400                | Obere Station | 963           | Untere Station | 833            |            |
| B    | Tellerlift |                | 1               | 300       |            | 58                   | 680                 |               |               |                |                |            |

### Skipisten
Von der Czarna Góra führen drei Skipisten ins Tal. Weitere Pisten werden derzeit vorbereitet.
| Name | Schwierigkeit | Start         | Start        | Ziel           | Ziel         | Länge (m) | Höhenunterschied (m) | Neigung (%) | Licht | Kunstschnee | FIS    | FIS | Anmerkungen |
| Name | Schwierigkeit | Name          | Höhe (m üNN) | Name           | Höhe (m üNN) | Länge (m) | Höhenunterschied (m) | Neigung (%) | Licht | Kunstschnee | Nummer | bis | Anmerkungen |
| ---- | ------------- | ------------- | ------------ | -------------- | ------------ | --------- | -------------------- | ----------- | ----- | ----------- | ------ | --- | ----------- |
| 1    | blau-rot      | Obere Station | 963          | Untere Station | 833          | 900       | 130                  | 19          | ja    | ja          |        |     |             |
| 2    | blau          | Obere Station | 963          | Untere Station | 833          | 1000      | 130                  | 13          | ja    | ja          |        |     |             |
| 3    | grün          |               |              |                |              | 300       | 58                   | 19          | ja    | ja          |        |     |             |

## Infrastruktur
Das Skigebiet liegt ca. 20 km nordöstlich vom Zentrum von Zakopane und ist mit dem Pkw erreichbar. In der Nähe der unteren Station verläuft eine Gemeindestraße. Dort gibt es Parkplätze, einen Snowpark, eine Skischule, einen Skiverleih sowie eine ca. 4 km lange Langlaufloipe. Zum Skigebiet gehören auch mehrere Restaurants.